# Анна Терзиянова
Анна Терзиянова или Терзянова, Терзанова е българска учителка от Македония.

## Биография
Родена е в западномакедонския български град Охрид, тогава в Османската империя. Учи при Неделя Петкова в родния си град в периода 1868 – 1869 година. През 70-те години на XIX век е българска учителка в Битоля.